# Papulaspora pannosa
Papulaspora pannosa är en svampart som beskrevs av Hotson 1912. Papulaspora pannosa ingår i släktet Papulaspora, klassen Sordariomycetes, divisionen sporsäcksvampar och riket svampar.   Inga underarter finns listade i Catalogue of Life.